# Parti de l'action (Maroc)
Pour les articles homonymes, voir Parti de l'action.
Le Parti de l'action (PA) est un parti politique marocain de gauche fondé en novembre 1974 par Abdellah Senhaji, le parti est peu présent sur la scène politique du pays.

## Histoire
Le parti de l'action est fondé en novembre 1974 à l'issue du premier congrès national qui a élu Abdellah Senhaji, Secrétaire général du parti, le second congrès national a eu lieu en décembre 1977.
Après le décès d'Abdallah Senhaji en 1986, le parti a connu une période de léthargie jusqu'au 3e congrès national tenu le 18 janvier 1998, et qui a consacré l'élection de Mohammed Drissi en tant que Secrétaire général. Commence alors la restructuration du parti, qui définit clairement dans son nouveau statut, son référentiel idéologique et ses choix politiques, à la faveur de deux congrès extraordinaires tenus les 27 septembre 1998 et 17 octobre 1999.

## Participation aux élections

### Représentation législative
Lors des élections législatives de 2011, le parti a obtenu un seul siège dans la circonscription d'Azilal-Demnate sur les 395 constituant la chambre basse du parlement marocain. Lors des législatives de 2002 et de 2007, le parti n'a obtenu aucun siège.
| Législatives     | 1977  | 1984  | 1993  | 1997  | 2002  | 2007  | 2011  |
| Nombre de sièges | 2/264 | 0/306 | 2/333 | 2/325 | 0/325 | 0/325 | 1/395 |
| Rang             | 7e    | --    | 13e   | 14e   | --    | --    | 14e   |